# Rajdowe Mistrzostwa Europy 2008
Ten artykuł dotyczy sezonu 2008 Rajdowych Mistrzostw Europy, 56. sezonu FIA European Rally Championship.

## Kalendarz
| Runda | Data          | Rajd                 | Zwycięzca ERC      | Wyniki |
| ----- | ------------- | -------------------- | ------------------ | ------ |
| 1     | 4.04 – 6.04   | 37. Rajd Stambułu    | Luca Rossetti      | Wyniki |
| 2     | 18.04 – 20.04 | 32. Rajd 1000 Miglia | Luca Rossetti      | Wyniki |
| 3     | 22.05 – 24.05 | 35. Rajd Chorwacji   | Corrado Fontana    | Wyniki |
| 4     | 6.06 – 8.06   | 65. Rajd Polski      | Michał Sołowow     | Wyniki |
| 5     | 27.06 – 28.06 | 44. Rajd Ypres       | Luca Rossetti      | Wyniki |
| 6     | 11.07 – 13.07 | 39. Rajd Bułgarii    | Krum Donczew       | Wyniki |
| 7     | 1.08 – 2.08   | 49. Rajd Madery      | Giandomenico Basso | Wyniki |
| 8     | 22.08 – 24.08 | 38. Rajd Barum       | Renato Travaglia   | Wyniki |
| 9     | 17.10 – 19.10 | 43. Rajd Antibes     | Michał Sołowow     | Wyniki |

1. ↑  Zwycięzcą klasyfikacji generalnej 32. Rajdu 1000 Miglia był Włoch Paolo Andreucci, Luca Rossetti w klasyfikacji generalnej zajął drugievmiejsce, a wygrał klasyfikację ERC.
2. ↑  Zwycięzcą klasyfikacji generalnej 65. Rajdu Polski był Polak Michał Bębenek, Michał Sołowow w klasyfikacji generalnej zajął trzecie miejsce, a wygrał klasyfikację ERC.
3. ↑  Zwycięzcą klasyfikacji generalnej 44. Rajdu Ypres był Belg Freddy Loix, Luca Rossetti w klasyfikacji generalnej zajął trzecie miejsce, a wygrał klasyfikację ERC.
4. ↑  Zwycięzcą klasyfikacji generalnej 49. Rajdu Madery był Francuz Nicolas Vouilloz, Giandomenico Basso w klasyfikacji generalnej zajął drugie miejsce, a wygrał klasyfikację ERC.
5. ↑  Zwycięzcą klasyfikacji generalnej 38. Rajdu Barum był Belg Freddy Loix, Renato Travaglia w klasyfikacji generalnej zajął piąte miejsce, a wygrał klasyfikację ERC.
6. ↑  Zwycięzcą klasyfikacji generalnej 43. RajdU Antibes był Francuz Nicolas Vouilloz, Michał Sołowow w klasyfikacji generalnej zajął trzecie miejsce, a wygrał klasyfikację ERC.

## Klasyfikacja kierowców
Kierowcy występujący w poszczególnych rajdach, ale nie zgłoszeni do mistrzostw Europy nie byli uwzględniani w klasyfikacji. Punkty przyznawano według klucza 10-8-6-5-4-3-2-1. Dodatkowo w każdy dzień rajdu prowadzona była osobna klasyfikacja w której przyznawano punkty według klucza 3-2-1. Do klasyfikacji nie wliczano kierowców którzy nie wystartowali w minimum sześciu rajdach.
| Poz. | Kierowca           | TUR | ITA | HRV | POL | BEL | BGR | PRT | CZE | FRA | Suma punktów |
| ---- | ------------------ | --- | --- | --- | --- | --- | --- | --- | --- | --- | ------------ |
| 1    | Luca Rossetti      | 1   | 1   |     |     | 1   |     | 3   | 2   | NU  | 67           |
| 2    | Michał Sołowow     | NU  | NU  | 2   | 1   | NU  | 3   | 4   | 3   | 1   | 65           |
| 3    | Volkan Işık        | 5   | NU  | 3   | 3   | NU  | 2   | 5   | 5   | 2   | 54           |
| 4    | Corrado Fontana    |     | 4   | 1   | NU  | NU  | 4   |     |     | 3   | 34           |
| 5    | Krum Donczew       | 6   | 6   | 4   | 6   |     | 1   |     | NU  | NU  | 30           |
| 6    | Luca Betti         | NU  | 7   | 5   | 4   | 4   | 5   | 6   | 4   | NU  | 29           |
| 7    | Antonín Tlusťák    |     | 8   | NU  |     | 5   | NU  |     | 6   | 4   | 13           |
| NK   | Renato Travaglia   | 3   | 2   |     |     | NU  |     | 2   | 1   |     | (50)         |
| NK   | Giandomenico Basso | NU  | NU  |     |     | 2   |     | 1   | NU  |     | (32)         |
| NK   | Anton Alén         | 2   |     |     |     | 3   |     |     | NU  |     | (22)         |
| NK   | Tomasz Czopik      |     | NU  |     | 2   |     |     |     |     |     | (12)         |

| Kolor     | Opis                   |
| --------- | ---------------------- |
| Złoty     | Zwycięzca              |
| Srebrny   | 2. miejsce             |
| Brązowy   | 3. miejsce             |
| Zielony   | Punktowane miejsce     |
| Niebieski | Ukończył nie punktował |
| Fioletowy | Nie ukończył NU        |
| Czarny    | Wykluczony X           |
| Biały     | Nie wystartował NW     |
| Puste     | Nie brał udziału       |

| Poz. | Kierowca           | TUR | ITA | HRV | POL | BEL | BGR | PRT | CZE | FRA | Suma punktów |
| ---- | ------------------ | --- | --- | --- | --- | --- | --- | --- | --- | --- | ------------ |
| 1    | Luca Rossetti      | 1   | 1   |     |     | 1   |     | 3   | 2   | NU  | 67           |
| 2    | Michał Sołowow     | NU  | NU  | 2   | 1   | NU  | 3   | 4   | 3   | 1   | 65           |
| 3    | Volkan Işık        | 5   | NU  | 3   | 3   | NU  | 2   | 5   | 5   | 2   | 54           |
| 4    | Corrado Fontana    |     | 4   | 1   | NU  | NU  | 4   |     |     | 3   | 34           |
| 5    | Krum Donczew       | 6   | 6   | 4   | 6   |     | 1   |     | NU  | NU  | 30           |
| 6    | Luca Betti         | NU  | 7   | 5   | 4   | 4   | 5   | 6   | 4   | NU  | 29           |
| 7    | Antonín Tlusťák    |     | 8   | NU  |     | 5   | NU  |     | 6   | 4   | 13           |
| NK   | Renato Travaglia   | 3   | 2   |     |     | NU  |     | 2   | 1   |     | (50)         |
| NK   | Giandomenico Basso | NU  | NU  |     |     | 2   |     | 1   | NU  |     | (32)         |
| NK   | Anton Alén         | 2   |     |     |     | 3   |     |     | NU  |     | (22)         |
| NK   | Tomasz Czopik      |     | NU  |     | 2   |     |     |     |     |     | (12)         |

| Kolor     | Opis                   |
| --------- | ---------------------- |
| Złoty     | Zwycięzca              |
| Srebrny   | 2. miejsce             |
| Brązowy   | 3. miejsce             |
| Zielony   | Punktowane miejsce     |
| Niebieski | Ukończył nie punktował |
| Fioletowy | Nie ukończył NU        |
| Czarny    | Wykluczony X           |
| Biały     | Nie wystartował NW     |
| Puste     | Nie brał udziału       |